# Desenho

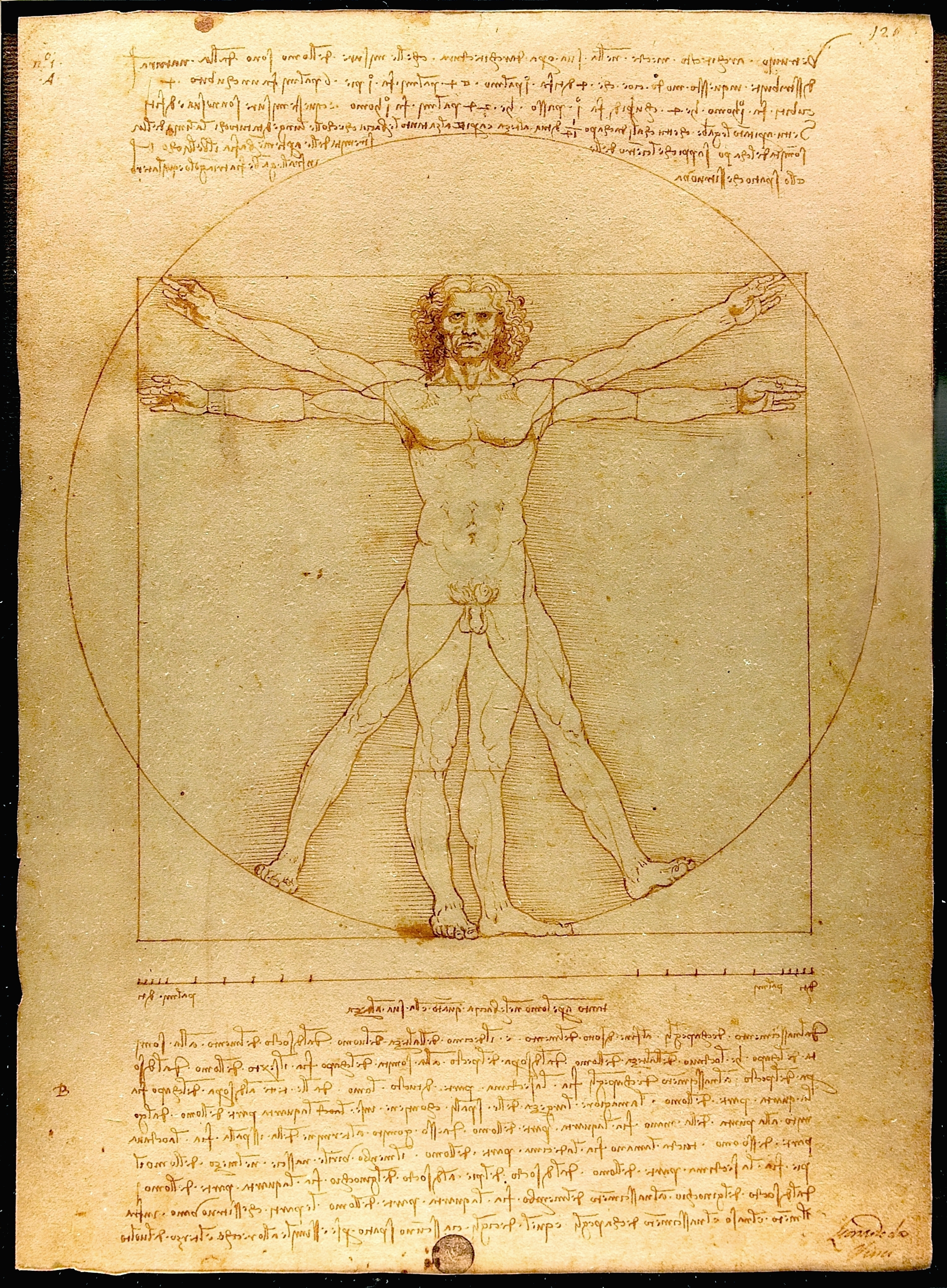
Leonardo da Vinci com seu Homem Vitruviano (c. 1485) Accademia, Veneza

Desenho é uma arte visual que utiliza um instrumento para marcar papel ou outra superfície bidimensional. Os instrumentos usados para fazer um desenho incluem lápis, giz de cera, canetas com tintas, pinceles com pinturas ou combinações desses, e em tempos mais modernos, canetas de computador com mesa digitalizadora ou gamepads em softwares de desenho em RV.
Um instrumento de desenho libera uma pequena quantidade de material sobre uma superfície, deixando uma marca visível. O suporte mais comum para desenho é o papel, embora outros materiais, como papel-cartão, velino, madeira, plástico, couro, tela e placas, também sejam usados. Desenhos temporários podem ser feitos em lousa ou quadro branco. O desenho tem sido um meio popular e fundamental de expressão pública ao longo da história humana, sendo um dos meios mais simples e eficientes de comunicar ideias. A ampla disponibilidade de instrumentos de desenho faz do desenho uma das atividades artísticas mais comuns.
Além de suas formas mais artísticas, o desenho é frequentemente utilizado em ilustração comercial, animação tradicional, arquitetura, engenharia e desenho técnico. Um desenho rápido e livre, geralmente não pensado para ser uma obra final, às vezes é chamado de esboço. Um artista que pratica ou trabalha em desenho técnico pode ser chamado de desenhista técnico.

## Visão geral

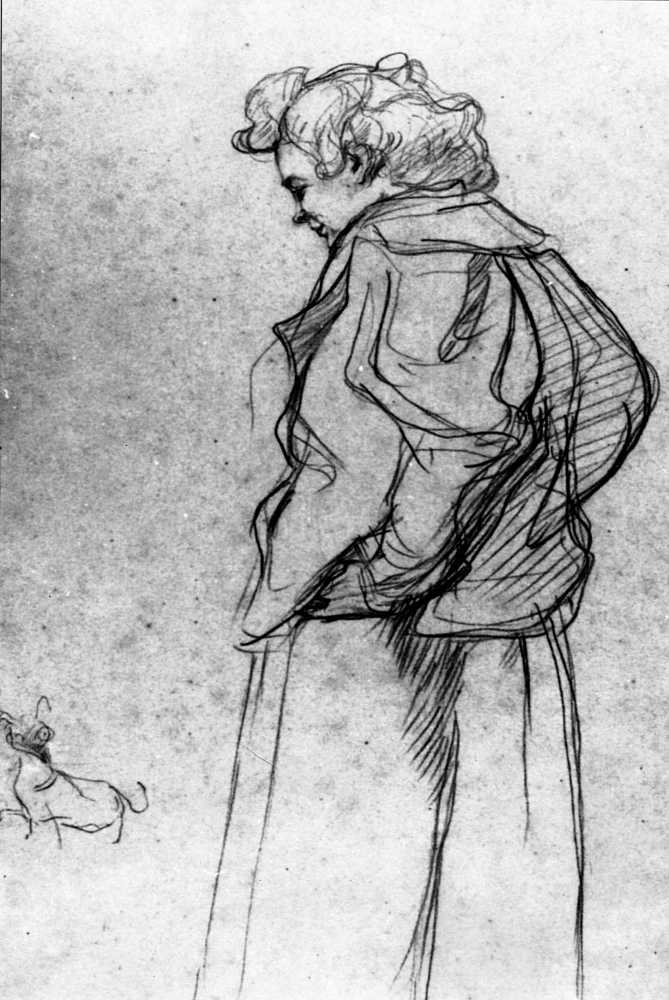
Madame Palmyre with Her Dog, 1897. Henri de Toulouse-Lautrec

O desenho é uma das formas mais antigas de expressão humana dentro das artes visuais. Geralmente está relacionado à marcação de linhas e áreas de tom em papel ou em outro material, onde a representação precisa do mundo visual é expressa em uma superfície plana. Tradicionalmente, os desenhos eram monocromáticos ou, ao menos, apresentavam pouca cor, enquanto desenhos modernos com lápis de cor podem se aproximar ou ultrapassar o limite entre desenho e pintura. Na terminologia ocidental, desenho difere de pintura, ainda que muitas vezes sejam empregados meios similares em ambas as atividades. Meios secos, normalmente associados ao desenho, como giz, podem ser usados em pastels. O desenho pode ser feito com meio líquido, aplicado com pincéis ou canetas. O uso de pincel para desenhar é muito difundido, sendo o processo de criação de linhas e hachuras que caracteriza algo como desenho. Suportes semelhantes também podem servir para ambos: a pintura geralmente envolve a aplicação de tinta líquida em tela ou painéis preparados, mas às vezes um desenho subjacente é feito primeiro naquele mesmo suporte.
Geralmente, o desenho é exploratório, com considerável ênfase na observação, na resolução de problemas e na composição. O desenho também é usado regularmente como preparação para a pintura, o que obscurece ainda mais a distinção entre eles. Desenhos criados para esses propósitos são chamados de esboços.
Existem várias categorias de desenho, incluindo desenho de figura, cartum, rabisco (doodling) e desenho à mão livre. Existem também muitos métodos de desenho, como desenho linear, pontilhismo (stippling), sombreado, o método surrealista de grafomania entópica (no qual pontos são feitos nos locais de impurezas em uma folha de papel em branco e, em seguida, linhas são traçadas entre esses pontos) e decalque (desenho em um papel translúcido, como o tracing paper, em torno do contorno de formas preexistentes que aparecem através do papel).
Um desenho rápido e pouco refinado pode ser chamado de esboço.
Em áreas fora da arte, desenhos técnicos ou plantas de edifícios, maquinários, circuitos e outras coisas são muitas vezes chamados de "desenhos" mesmo quando foram transferidos para outro meio por impressão.

## História

### Na comunicação
O desenho é uma das formas mais antigas de expressão humana, com evidências de sua existência anteriores às da comunicação escrita. Acredita-se que o desenho tenha sido usado como uma forma especializada de comunicação antes da invenção da linguagem escrita, demonstrado pela produção de pinturas em cavernas e rochas há cerca de 30 000 anos (Arte do Paleolítico Superior). Esses desenhos, conhecidos como pictogramas, retratavam objetos e conceitos abstratos. Os esboços e pinturas produzidos na era Neolítica foram eventualmente estilizados e simplificados em sistemas de símbolos (protoescrita) e, por fim, em sistemas de escrita iniciais da Idade do Bronze.

### Em manuscritos
Antes da ampla disponibilidade de papel na Europa, monges em mosteiros europeus usavam desenhos, seja como desenhos subjacentes para manuscritos iluminados em velino ou pergaminho, seja como imagem final. O desenho também foi muito utilizado no campo da ciência, como método de descoberta, compreensão e explicação.

### Na ciência

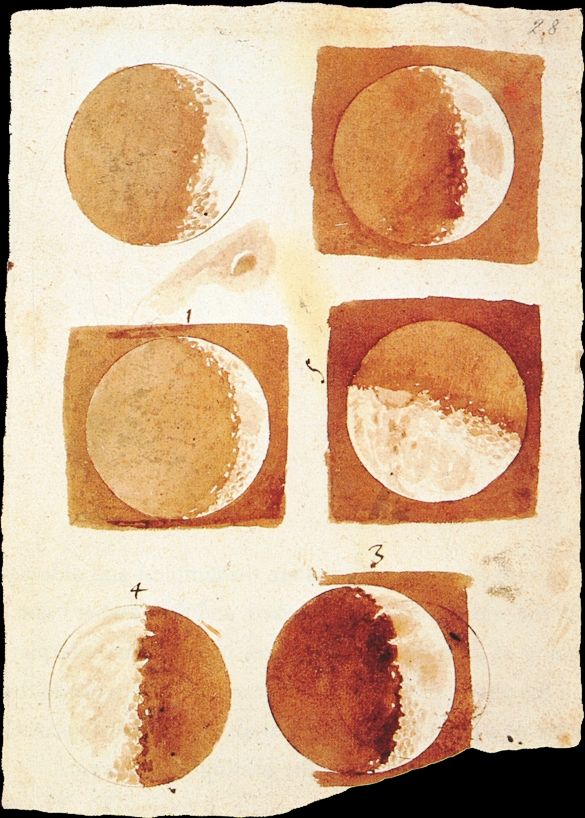
Galileo Galilei, Phases of the Moon, 1609 ou 1610, tinta marrom e lavagem em papel. 208 × 142 mm. National Central Library (Florence), Gal. 48, fol. 28r

Desenhos de diagramas de observações são parte importante do estudo científico.
Em 1609, o astrônomo Galileo Galilei explicou as fases mutáveis de Vênus e também as manchas solares por meio de seus desenhos de observações telescópicas. Em 1924, o geofísico Alfred Wegener usou ilustrações para demonstrar visualmente a origem dos continentes.

### Como expressão artística
O desenho é uma das maneiras mais fáceis de visualizar ideias e expressar a criatividade de alguém; portanto, tem sido proeminente no mundo da arte. Durante grande parte da história, o desenho foi considerado a base da prática artística. Inicialmente, os artistas usavam e reutilizavam tábuas de madeira para produzir seus desenhos. Com a ampla disponibilidade de papel no século XIV, o uso do desenho nas artes aumentou. Nesse ponto, o desenho era comumente usado como ferramenta de pensamento e investigação, atuando como meio de estudo enquanto os artistas se preparavam para suas obras finais. O Renascimento trouxe grande sofisticação às técnicas de desenho, permitindo aos artistas representar as coisas com mais realismo do que antes, revelando um interesse em geometria e filosofia.
A invenção da primeira forma amplamente disponível de fotografia levou a uma mudança na hierarquia das artes. A fotografia ofereceu uma alternativa ao desenho como método de representar com precisão os fenômenos visuais, e a prática tradicional do desenho passou a ter menos ênfase como habilidade essencial para artistas, especialmente na sociedade ocidental.

## Artistas e desenhistas notáveis
O desenho tornou-se significativo como forma de arte por volta do final do século XV, com artistas e mestres gravadores como Albrecht Dürer e Martin Schongauer (c. 1448–1491), o primeiro gravador do Norte conhecido pelo nome. Schongauer era da Alsácia e nasceu em uma família de ourives. Albrecht Dürer, um mestre da geração seguinte, também era filho de um ourives.
Os antigos mestres do desenho muitas vezes refletem a história do país em que foram produzidos, bem como as características fundamentais de uma nação naquela época. Na Holanda do século XVII, um país protestante, quase não havia obras de arte religiosas e, sem rei ou corte, a maior parte da arte era comprada de forma privada. Desenhos de paisagens ou cenas do cotidiano muitas vezes eram vistos não como esboços, mas como obras de arte altamente finalizadas. Já os desenhos italianos mostram a influência do catolicismo e da Igreja, que desempenharam um grande papel no patrocínio artístico. O mesmo costuma ser verdade para os desenhos franceses, embora, no século XVII, as disciplinas do Classicismo francês significassem que os desenhos eram menos barrocos do que os congêneres italianos, que transmitiam uma maior sensação de movimento.
No século XX, o Modernismo incentivou a “originalidade imaginativa” e a abordagem de alguns artistas ao desenho tornou-se menos literal, mais abstrata. Artistas mundialmente renomados, como Pablo Picasso, Andy Warhol e Jean-Michel Basquiat, ajudaram a desafiar o status quo, com o desenho estando muito no centro de suas práticas, muitas vezes reinterpretando técnicas tradicionais.
Os desenhos de Basquiat foram produzidos em muitos suportes diferentes, mais comumente tinta, lápis, caneta hidrográfica ou marcador, e óleo-pastel, e ele desenhava em qualquer superfície que estivesse à mão, como portas, roupas, geladeiras, paredes e capacetes de beisebol.
Os séculos produziram um cânone de artistas notáveis e desenhistas, cada qual com sua própria linguagem distinta de desenho, incluindo:
- século XIV, XV e XVI: Leonardo da Vinci[24] • Albrecht Dürer • Hans Holbein, o Jovem • Michelangelo • Pisanello • Rafael
- século XVII: Claude • Jacques de Gheyn II • Guercino • Nicolas Poussin • Rembrandt • Peter Paul Rubens • Pieter Saenredam
- século XVIII: François Boucher • Jean-Honoré Fragonard • Giovanni Battista Tiepolo • Antoine Watteau
- século XIX: Aubrey Beardsley • Paul Cézanne • Jacques-Louis David • Honoré Daumier • Edgar Degas • Théodore Géricault • Francisco Goya • Jean-Auguste-Dominique Ingres • Pierre-Paul Prud'hon • Odilon Redon • John Ruskin • Georges Seurat • Henri de Toulouse-Lautrec • Vincent van Gogh
- século XX: Max Beckmann • Jean Dubuffet • M. C. Escher • Arshile Gorky • George Grosz • Paul Klee • Oskar Kokoschka • Käthe Kollwitz • Alfred Kubin • André Masson • Alphonse Mucha • Jules Pascin • Pablo Picasso • Egon Schiele • Jean-Michel Basquiat • Andy Warhol

## Materiais
O medium é o meio pelo qual a tinta, pigmento ou cor são aplicados na superfície de desenho. A maioria dos meios de desenho é seco (por exemplo, grafite, carvão, pastel, Conté, silverpoint), ou usa um solvente ou veículo fluido (caneta hidrográfica, caneta e tinta). Lápis aquareláveis podem ser usados a seco como lápis comuns e depois umedecidos com um pincel para obter vários efeitos de pintura. Em casos muito raros, artistas desenharam com tinta invisível (geralmente decodificada). O desenho em metalpoint geralmente emprega prata ou chumbo. Mais raramente, usam-se ouro, platina, cobre, latão, bronze e estanho.
O papel vem em diversos tamanhos e qualidades, variando do tipo jornal até papéis de alta qualidade e relativamente caros vendidos em folhas individuais. Os papéis variam em textura, tonalidade, acidez e resistência quando molhados. Papéis lisos são bons para detalhes finos, mas um papel com mais “dente” (textura) segura melhor o material de desenho. Assim, um material mais áspero é útil para produzir contrastes mais profundos.
Papel de jornal e de datilografia podem ser úteis para prática e esboços rápidos. Papel vegetal é usado para experimentar sobre um desenho semiacabado e para transferir um design de uma folha para outra. Papel-cartucho é o tipo básico de papel de desenho vendido em blocos. Cartão Bristol e até placas mais pesadas livres de ácido, frequentemente com acabamentos lisos, são usados para desenhos com detalhes finos e não se deformam quando meios úmidos (tinta, lavagens) são aplicados. O velino é extremamente liso e adequado para detalhes muito precisos. O papel aquarela prensado a frio pode ser preferido para desenho a tinta devido à sua textura.
Papel sem ácido, de qualidade arquivística, mantém sua cor e textura por muito mais tempo do que papel à base de polpa de madeira, como jornal, que fica amarelado e frágil muito antes.
As ferramentas básicas são uma mesa de desenho ou mesa inclinada, um apontador de lápis e uma borracha, e para desenho a tinta, mata-borrão. Outras ferramentas usadas incluem compasso, régua e esquadro. Fixador é usado para evitar que marcas de lápis e giz de cera borrem. Fita para desenho é usada para fixar o papel à superfície de desenho e também para mascarar uma área que se deseja manter livre de marcas acidentais, como materiais borrifados ou respingados. Um cavalete ou mesa inclinada é utilizado para manter a superfície de desenho em posição adequada, geralmente mais horizontal do que a posição usada para pintura.

## Técnica

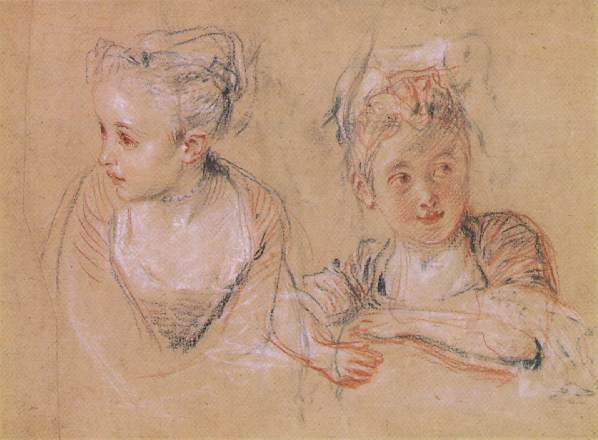
Antoine Watteau, técnica de trois crayons

Quase todos os desenhistas usam mãos e dedos para aplicar o meio, com exceção de algumas pessoas com deficiências que desenham com a boca ou os pés.
Antes de começar a criar a imagem, o artista normalmente explora como vários meios funcionam. Ele pode experimentar diferentes implementos de desenho em folhas de teste para determinar valor e textura, e como aplicar o instrumento para produzir vários efeitos.

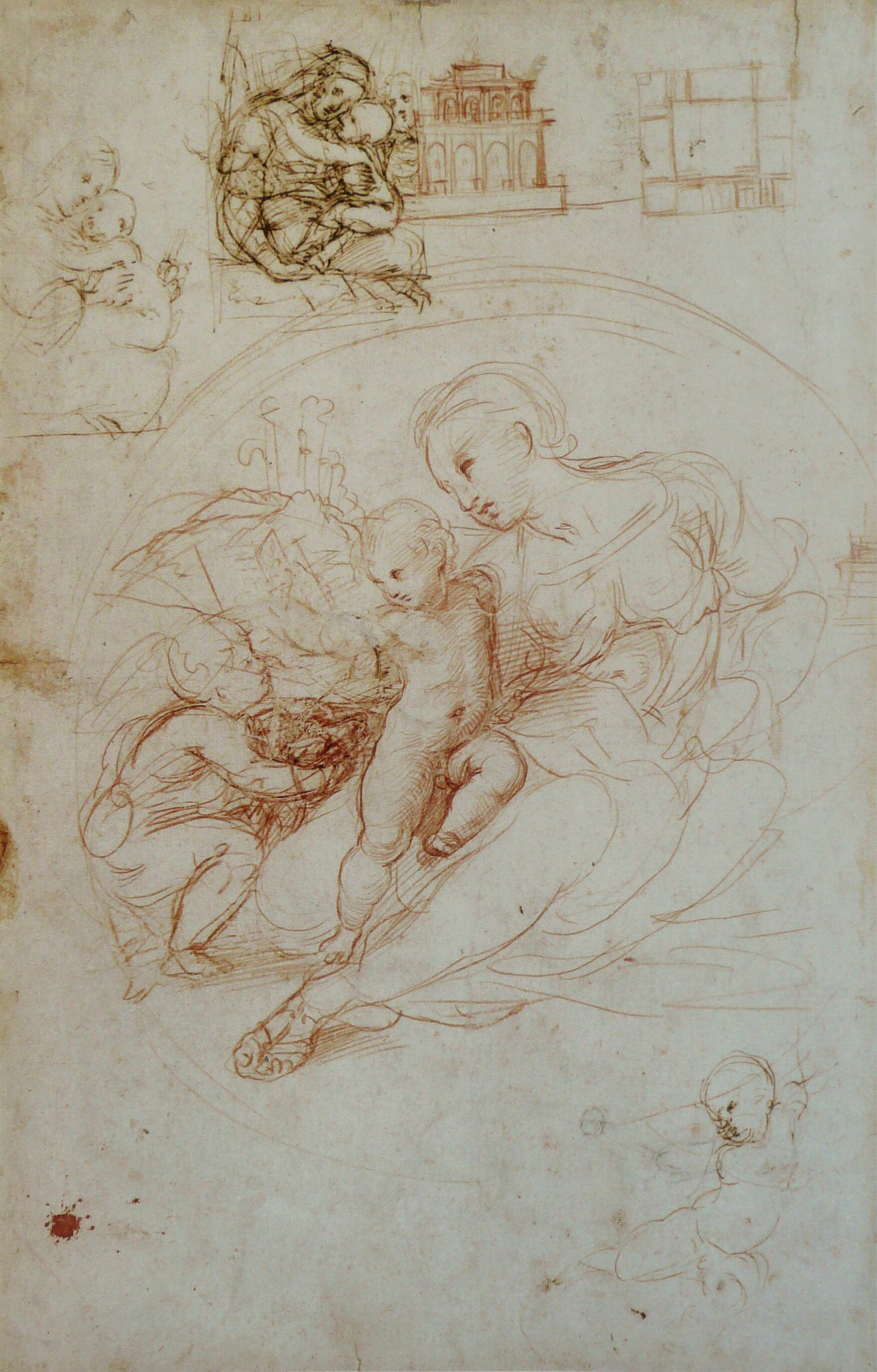
Rafael, estudo para o que se tornou a Alba Madonna, com outros esboços

A escolha dos traços de desenho pelo artista afeta a aparência da imagem. Desenhos em caneta e tinta muitas vezes usam hachura – grupos de linhas paralelas. A hachura cruzada utiliza hachuras em duas ou mais direções para criar um tom mais escuro. Hachuras interrompidas ou linhas com quebras intermitentes formam tons mais claros – e controlar a densidade das quebras obtém uma gradação de tom. O pontilhismo (stippling) usa pontos para produzir tom, textura e sombreado. Diferentes texturas podem ser alcançadas dependendo do método usado para construir o tom.
Desenhos em meios secos geralmente empregam técnicas semelhantes, embora lápis e bastões de desenho consigam variações contínuas de tom. Normalmente, o artista completa o desenho de acordo com a mão dominante. Um artista destro desenha da esquerda para a direita para evitar borrar a imagem. Borrachas podem remover linhas indesejadas, clarear tons e limpar marcas dispersas. Em um esboço ou desenho de contorno, as linhas desenhadas muitas vezes seguem o contorno do objeto, criando profundidade por parecerem sombras projetadas a partir de uma fonte de luz na posição do artista.
Às vezes, o artista deixa uma seção da imagem sem toques de acabamento enquanto completa o restante. A forma da área a preservar pode ser pintada com máscara líquida ou recortada em um frisket e aplicada à superfície de desenho, protegendo-a de marcas até a remoção da máscara.
Outro método para preservar uma parte da imagem é aplicar um fixador em spray sobre a superfície. Isso mantém o material solto mais firme na folha e evita borrões. No entanto, o spray de fixador geralmente contém substâncias químicas que podem prejudicar o sistema respiratório, devendo ser aplicado em áreas bem ventiladas, como ao ar livre.
Outra técnica é o desenho subtrativo no qual a superfície de desenho é coberta com grafite ou carvão e depois apagada para criar a imagem.

## Tonalidade

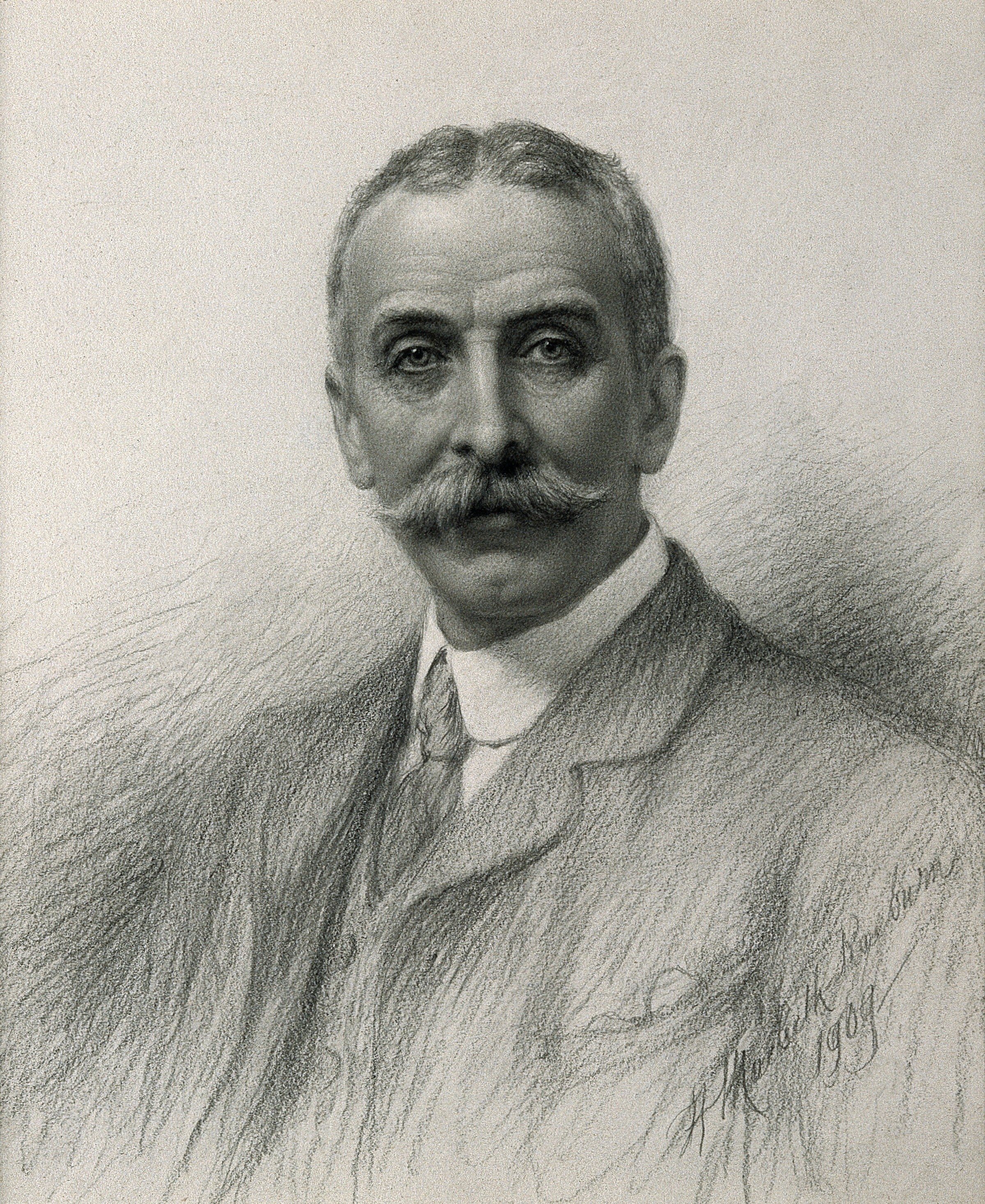
Um retrato a lápis de Henry Macbeth-Raeburn, com hachuras e sombreamento (1909)

Sombrear é a técnica de variar os valores tonais no papel para representar a tonalidade do material, bem como a colocação das sombras. A atenção cuidadosa à luz refletida, sombras e realces pode resultar em uma representação muito realista da imagem.
O blending (mistura) usa um implemento para suavizar ou espalhar os traços de desenho originais. O blending é mais facilmente feito com um meio que não se fixa imediatamente, como grafite, giz ou carvão, embora a tinta recém-aplicada possa ser borrada, úmida ou seca, para obter certos efeitos. Para sombreamento e mistura, o artista pode usar um aplicador de papel, lenço de papel, uma borracha maleável, a ponta do dedo ou qualquer combinação destes. Um pedaço de camurça é útil para criar texturas suaves e para remover o material e clarear o tom. É possível obter tom contínuo com grafite em superfície lisa sem mistura, mas a técnica é trabalhosa, envolvendo pequenos traços circulares ou ovais com uma ponta um pouco romba.
Técnicas de sombreamento que também introduzem textura no desenho incluem hachura e pontilhismo. Diversos outros métodos produzem textura. Além da escolha do papel, o material de desenho e a técnica afetam a textura. Uma textura pode parecer mais realista quando desenhada ao lado de outra textura contrastante; uma textura mais áspera destaca-se quando colocada ao lado de uma área suavemente misturada. Um efeito semelhante pode ser obtido desenhando diferentes tons próximos um do outro. Uma borda clara ao lado de um fundo escuro chama a atenção e quase parece flutuar acima da superfície.
A direção e a qualidade da luz desempenham um papel crucial no sombreamento, influenciando a profundidade e a dimensão de um desenho. Compreender como a luz interage com diferentes superfícies ajuda os artistas a criar uma sensação de realismo, seja ao representar materiais lisos e refletivos ou texturas ásperas e foscas. Observar condições reais de iluminação e praticar a partir da observação direta podem aprimorar a habilidade do artista em retratar sombras e realces de forma convincente.
Além disso, técnicas avançadas de sombreamento, como hachura cruzada e scumbling, permitem maior controle sobre transições tonais e detalhes de superfície. A hachura cruzada envolve a sobreposição de linhas que se cruzam para construir profundidade e tom, enquanto o scumbling utiliza traços circulares ou “rabiscados” para criar sombreamento suave e orgânico. Esses métodos, quando combinados com mistura cuidadosa e aplicação de textura, fornecem ao artista um conjunto versátil de recursos para alcançar uma variedade de efeitos, de gradientes suaves a composições com alto contraste.

## Forma e proporção

Proporções do corpo humano

Medir as dimensões de um objeto enquanto se esboça o desenho é um passo importante para produzir uma representação realista do sujeito. Ferramentas como um compasso podem ser usadas para medir os ângulos de diferentes lados. Esses ângulos podem ser reproduzidos na superfície de desenho e verificados novamente para garantir sua precisão. Outra forma de medição é comparar o tamanho relativo de diferentes partes do sujeito entre si. Um dedo colocado em um ponto ao longo do instrumento de desenho pode ser usado para comparar essa dimensão com outras partes da imagem. Uma régua pode ser usada tanto como guia reto quanto como ferramenta para calcular proporções.

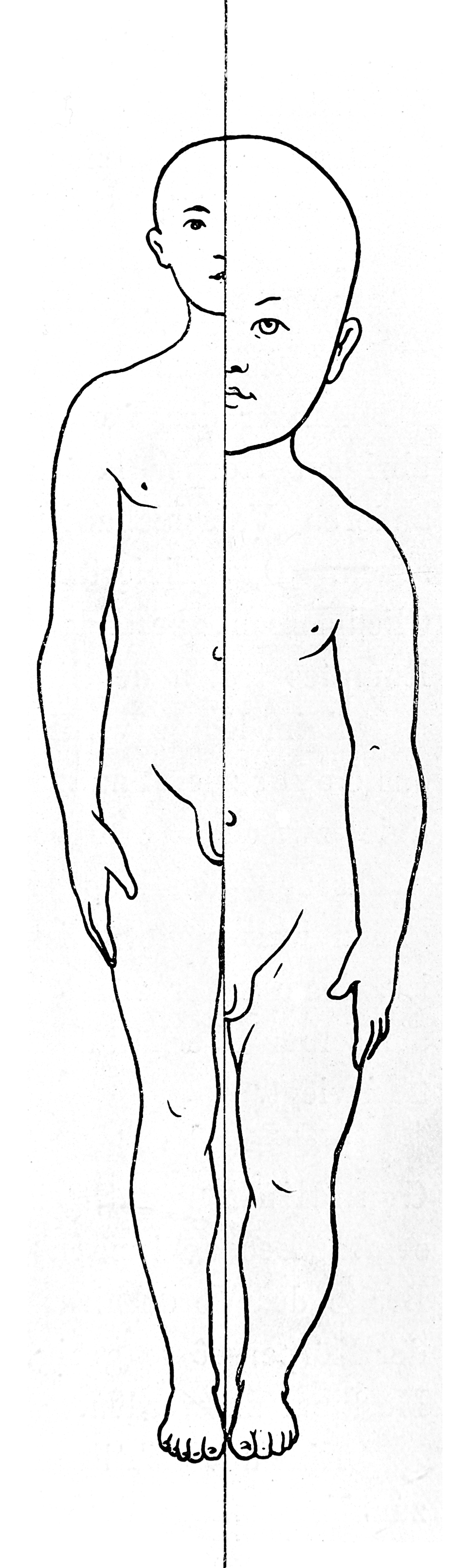
Variação de proporção com a idade

Ao tentar desenhar uma forma complexa, como a figura humana, é útil inicialmente representar a forma com volumes primitivos. Praticamente qualquer forma pode ser representada por alguma combinação de cubo, esfera, cilindro e cone. Quando esses volumes básicos são reunidos em uma semelhança, o desenho pode então ser refinado para uma forma mais precisa e polida. As linhas dos volumes primitivos são removidas e substituídas pela semelhança final. Desenhar a construção subjacente é uma habilidade fundamental para a arte de representação e é ensinada em muitos livros e escolas. Sua aplicação correta resolve a maioria das incertezas sobre detalhes menores e faz a imagem final parecer consistente.
Uma arte mais refinada de desenho de figura humana depende de o artista possuir profundo conhecimento de anatomia e proporções humanas. Um artista treinado conhece a estrutura do esqueleto, a localização das articulações, a colocação dos músculos, o movimento dos tendões e como as diferentes partes funcionam juntas durante o movimento. Isso permite ao artista criar poses mais naturais, que não pareçam artificialmente rígidas. O artista também está familiarizado com a maneira como as proporções variam de acordo com a idade do modelo, principalmente ao desenhar um retrato.

## Perspectiva

Desenho em perspectiva com dois pontos de fuga

Perspectiva linear é um método de retratar objetos em uma superfície plana de modo que as dimensões encolham com a distância. Cada conjunto de arestas paralelas de qualquer objeto, seja um prédio ou uma mesa, segue linhas que eventualmente convergem em um ponto de fuga. Normalmente, esse ponto de convergência está em algum lugar ao longo do horizonte, já que os edifícios são construídos nivelados com a superfície plana. Quando várias estruturas estão alinhadas umas com as outras, como edifícios ao longo de uma rua, as partes superior e inferior horizontais dessas estruturas geralmente convergem em um ponto de fuga.
Quando tanto a frente quanto os lados de um edifício são desenhados, as linhas paralelas que formam um lado convergem em um segundo ponto ao longo do horizonte (que pode estar fora do papel). Essa é a perspectiva de dois pontos. Fazer as linhas verticais convergirem em um terceiro ponto acima ou abaixo do horizonte gera uma perspectiva de três pontos.

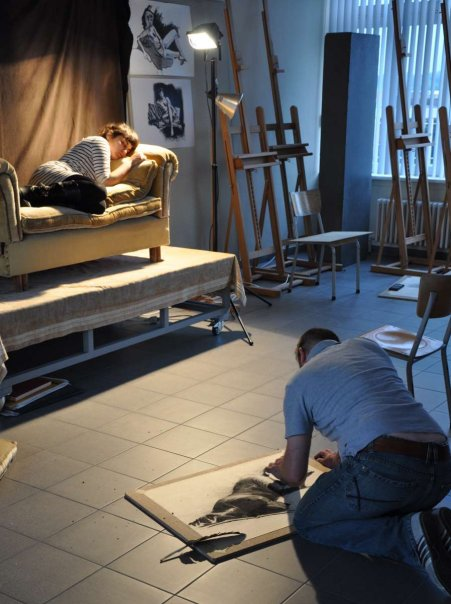
Um artista desenhando uma figura de perspectiva de baixo para cima

A profundidade também pode ser retratada por várias outras técnicas, além da perspectiva mencionada. Objetos de tamanho semelhante devem parecer menores à medida que se afastam do observador. Assim, a roda traseira de uma carroça aparece ligeiramente menor do que a roda dianteira. A profundidade pode ser retratada pelo uso de textura. À medida que a textura de um objeto se afasta, torna-se mais comprimida e densa, assumindo um caráter diferente do que se estivesse próxima. A profundidade também pode ser mostrada reduzindo o contraste em objetos mais distantes e tornando suas cores menos saturadas. Isso reproduz o efeito de névoa atmosférica, fazendo com que o olho se concentre principalmente nos objetos desenhados em primeiro plano.

## Composição

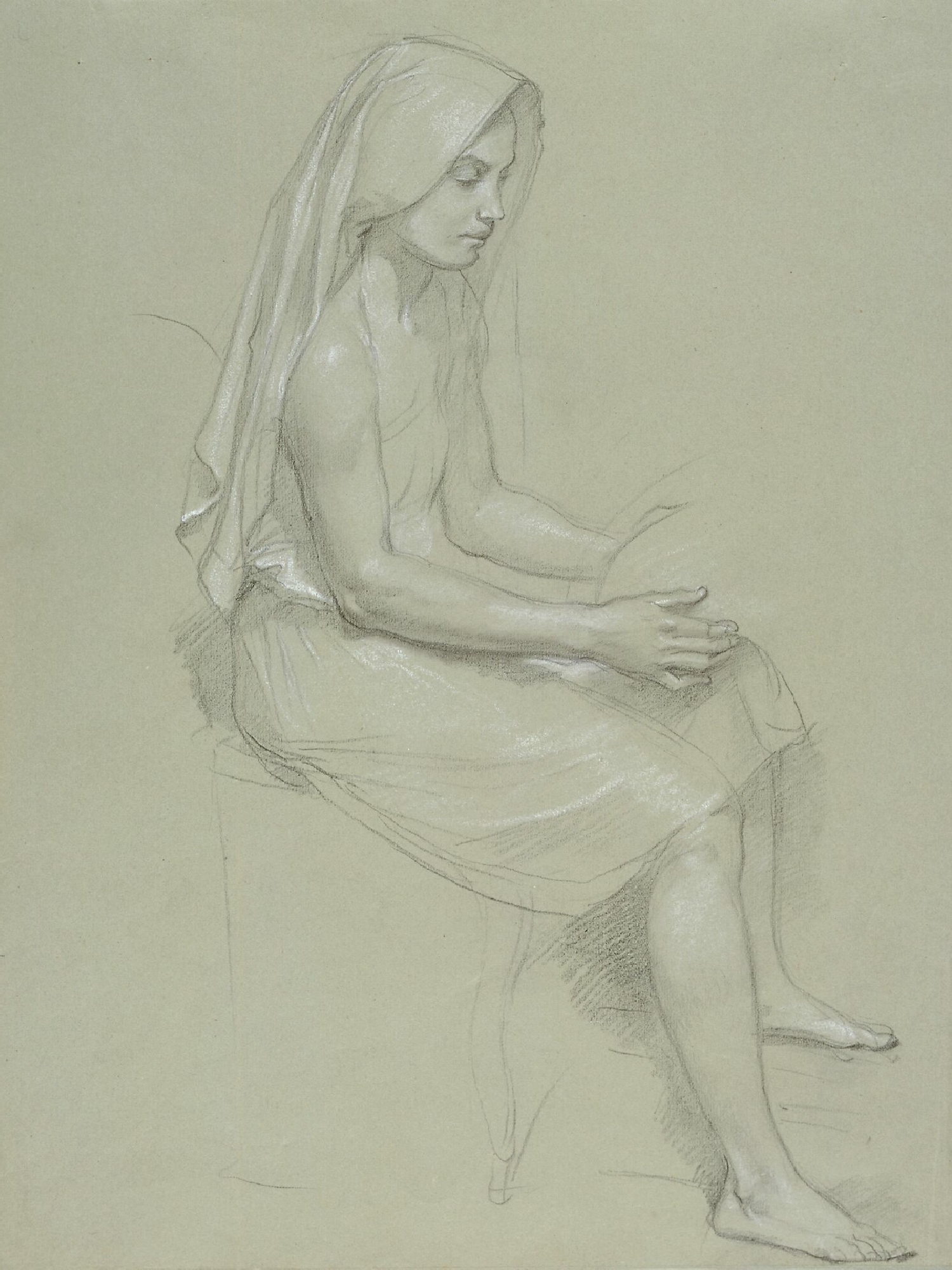
Estudo com realces em branco por William-Adolphe Bouguereau

A composição da imagem é um elemento importante para produzir uma obra de mérito artístico interessante. O artista planeja a disposição dos elementos na arte para comunicar ideias e sentimentos ao espectador. A composição pode determinar o foco da arte e resultar em um todo harmonioso que seja esteticamente atraente e estimulante.
A iluminação do sujeito também é um elemento-chave na criação de uma peça artística, e a interação de luz e sombra é um método valioso no conjunto de ferramentas do artista. A colocação das fontes de luz pode fazer grande diferença no tipo de mensagem que está sendo apresentada. Múltiplas fontes de luz podem suavizar rugas no rosto de uma pessoa, por exemplo, dando uma aparência mais jovem. Em contraste, uma única fonte de luz, como a luz solar intensa, pode destacar qualquer textura ou característica interessante.
Ao desenhar um objeto ou figura, o artista habilidoso presta atenção tanto à área dentro do contorno quanto ao que está fora dele. Essa área externa é chamada de espaço negativo, e pode ser tão importante na representação quanto a própria figura. Objetos colocados atrás da figura devem parecer posicionados adequadamente onde podem ser visualizados.
Um estudo é um desenho de rascunho feito em preparação para uma imagem final planejada. Estudos podem ser usados para determinar a aparência de partes específicas da peça final ou para experimentar a melhor abordagem para alcançar o objetivo final. Entretanto, um estudo bem elaborado pode ser uma obra de arte por si só, e muitas horas de trabalho cuidadoso podem ser investidas em um estudo.

## Processo

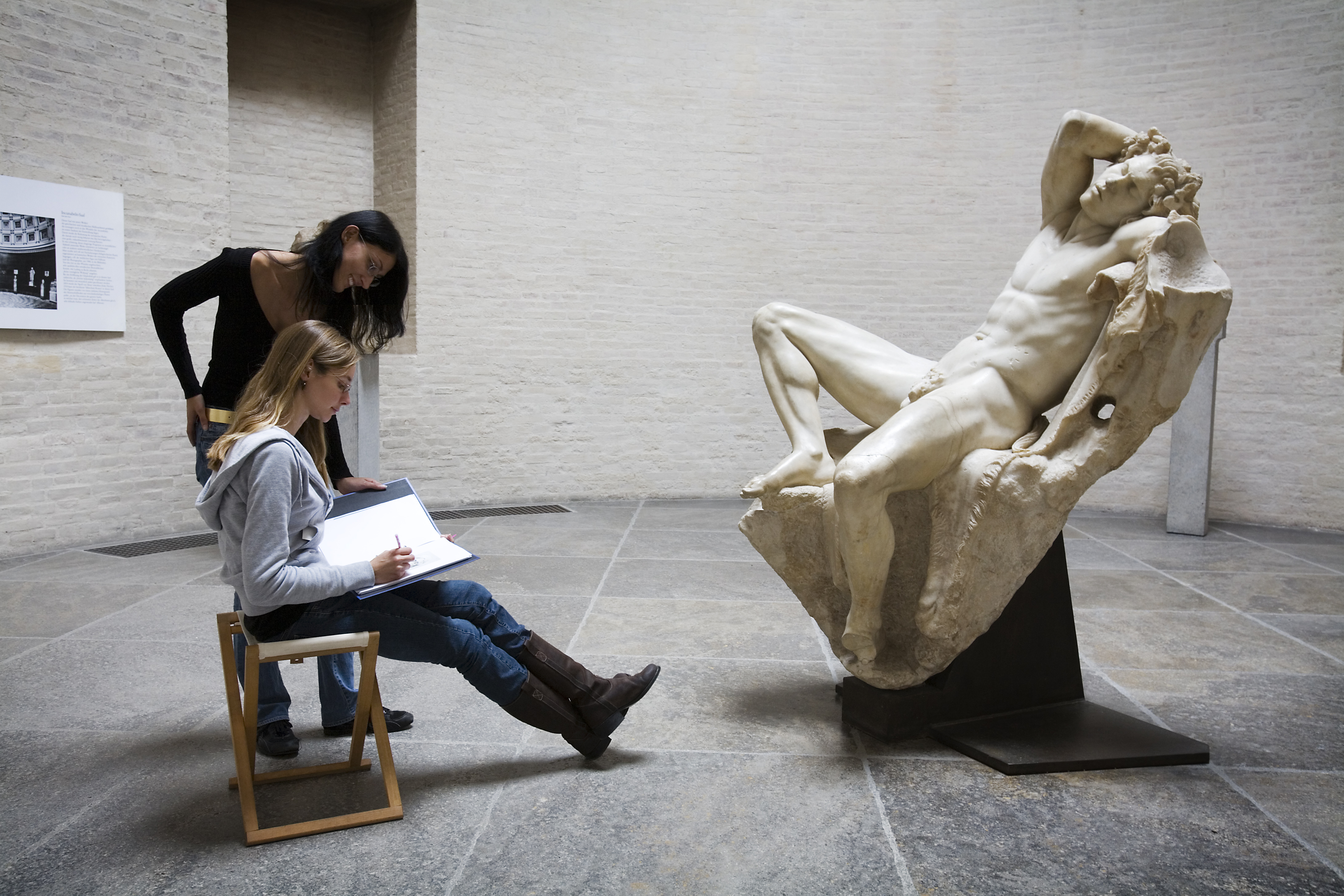
Duas jovens desenhando a escultura Fauno Barberini em Munique

As pessoas apresentam diferenças em sua capacidade de produzir desenhos visualmente precisos, quando um desenho visualmente preciso é “reconhecido como um objeto particular em um momento e lugar específicos, representado com poucos detalhes visuais que não podem ser vistos no objeto retratado ou com pouca exclusão de detalhes visuais.”
Estudos investigativos buscam explicar por que algumas pessoas desenham melhor do que outras. Um estudo propôs quatro habilidades principais no processo de desenho: habilidades motoras necessárias para fazer marcas, a própria percepção do desenhista sobre seu trabalho, a percepção do objeto que está sendo desenhado e a capacidade de tomar boas decisões de representação. Com base nessa hipótese, vários estudos procuraram concluir quais desses processos são mais significativos na precisão dos desenhos.
Controle motor

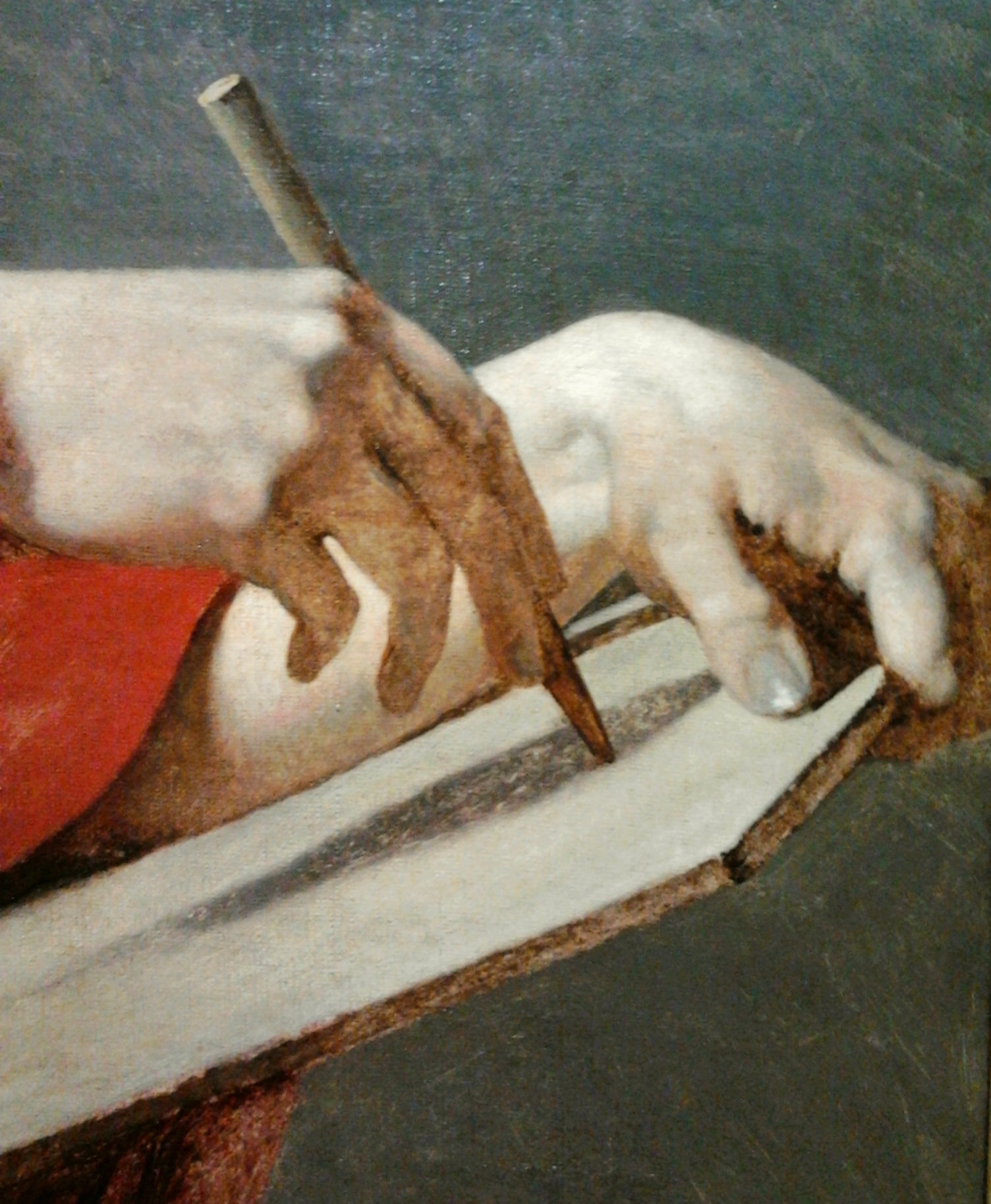
Processo de desenho em Academic Study of a Male Torso de Jean-Auguste-Dominique Ingres (1801, Museu Nacional, Varsóvia)

O controle motor é um componente físico importante na fase de “Produção” do processo de desenho. Tem sido sugerido que o controle motor desempenha um papel na habilidade de desenhar, embora seus efeitos não sejam significativos.
Percepção
Tem sido sugerido que a capacidade de perceber um objeto que está sendo desenhado é a fase mais importante do processo de desenho. Essa afirmação é apoiada pela descoberta de uma relação consistente entre percepção e habilidade de desenhar.
Essa evidência serviu de base para o livro de Betty Edwards sobre como desenhar, Drawing on the Right Side of the Brain. Edwards pretendia ensinar seus leitores a desenhar, baseando-se no desenvolvimento das habilidades perceptivas do leitor.
Além disso, o influente artista e crítico de arte John Ruskin enfatizou a importância da percepção no processo de desenho em seu livro The Elements of Drawing. Ele afirmou: “Pois estou quase convencido de que, uma vez que vejamos de forma suficientemente aguçada, há muita pouca dificuldade em desenhar o que vemos”.
Memória visual
Isso também influencia a capacidade de criar desenhos visualmente precisos. A memória de curto prazo desempenha um papel importante no desenho, pois o olhar do artista alterna entre o objeto que está desenhando e o próprio desenho.
Tomada de decisão
Alguns estudos comparando artistas e não artistas descobriram que os artistas passam mais tempo pensando estrategicamente enquanto desenham. Em particular, os artistas dedicam mais tempo a atividades "metacognitivas", como considerar diferentes planos hipotéticos para o progresso do desenho.

## Biografia
- Brommer, Gerald F. (1988). Exploring Drawing. Worcester, Massachusetts: Davis Publications.
- Bodley Gallery, New York (1971). Modern Master Drawings. OCLC 37498294.
- Edwards, Betty (2001). The New Drawing on the Right Side of the Brain, 3rd. Rev. Ed. HarperCollins Publishers. ISBN 978-0-00-711645-4.
- Hillberry, J. D. (1999). Drawing Realistic Textures in Pencil. North Light Books. ISBN 0-89134-868-9.
- Holcomb, M. (2009). Pen and Parchment: Drawing in the Middle Ages. New York: The Metropolitan Museum of Art
- Landa, Robin (2011). Take a Line for a Walk: A Creativity Journal. Boston: Wadsworth. ISBN 978-1-111-83922-2.
- Spears, Heather (2007). The Creative Eye. London: Arcturus. ISBN 978-0-572-03315-6.
- Treib, Marc, ed. (2008). Drawing/Thinking: Confronting an Electronic Age. ISBN 0-415-77560-4.
- World Book, Inc. (1988). The World Book Encyclopedia Volume 5. ISBN 0-7166-0089-7.